# Kazimierz Moczarski
Kazimierz Moczarski (21. července 1907, Varšava – 27. září 1975, tamtéž) byl polský novinář, spisovatel, člen protifašistického odboje během 2. světové války, po válce uvězněný na 11 let (1945–1956) komunistickým režimem. Je autorem knihy Rozhovory s katem, která je fascinujícím popisem osmiměsíčního společného pobytu ve vězení s válečným zločincem odsouzeným na smrt, generálem SS Jürgenem Stroopem.

## Život
Kazimierz Moczarski se narodil 2. července 1907 ve Varšavě. V roce 1932 vystudoval právnickou fakultu na Varšavské univerzitě. Poté pokračoval na stejné univerzitě studiem žurnalistiky. Dva roky studoval v Paříži na Institut des Hautes Études Internationales (Institut vyšších mezinárodních studií). Později pracoval na ministerstvu sociálních věcí, kde se zabýval legislativou upravující pracovní podmínky.
Během studií byl aktivní v organizaci „Legion Młodych“. V roce 1937 byl spoluzakladatelem protifašistického Demokratického klubu.
31. července 1939 se oženil s Žofií Płoskou, zaměstnankyní tiskového oddělení Ministerstva práce.
Během německé okupace byl Moczarski aktivním členem Zemské armády, pracoval a posléze vedl Úřad pro informace a propagandu (B.I.P.). Hrál důležitou roli při vyšetřování kolaborantů v řadách odboje. Přímo se zúčastnil několika bojových operací, včetně osvobození vězňů z Nemocnice sv. Jana z Boha v Bonifraterské ulici 11. června 1944. Během Varšavského povstání měl na starost jednu ze čtyř rozhlasových stanic a vydával deník povstání „Wiadomości Powstańcze“. Za jeho činnost mu byl udělen Zlatý kříž za zásluhy. Po zničení Varšavy nacisty v říjnu 1944 obnovil činnost Úřadu pro informace a propagandu (B.I.P.) v Częstochowě a v Krakově.

## Věznění za komunismu
Po skončení války převzali moc v Polsku komunisté a 11. srpna 1945 byl Moczarski, stejně jako mnoho jiných příslušníků odboje zatčen a uvězněn na varšavském předměstí Mokotów. V roce 1946 byl odsouzen k 10 letům vězení za svou činnost v Zemské armádě. V roce 1949, na vrcholu stalinismu, byl jeho proces obnoven a v roce 1952 byl nad ním vynesen rozsudek smrti. Od 2. března do 11. listopadu 1949 byl zadržen v cele s válečným zločincem Jürgenem Stroopem.
Po Stalinově smrti v roce 1953 Nejvyšší soud změnil Moczarského trest smrti na doživotí, ale o změně trestu byl informován teprve 15. ledna 1955. Při pobytu ve vězení byl Moczarski mučen fyzicky i psychicky – později podrobně popsal čtyřicet devět druhů mučení, kterým byl vystaven.
24. dubna 1956 byl Moczarski propuštěn a 11. prosince téhož roku byl plně rehabilitován.

## Po opuštění vězení

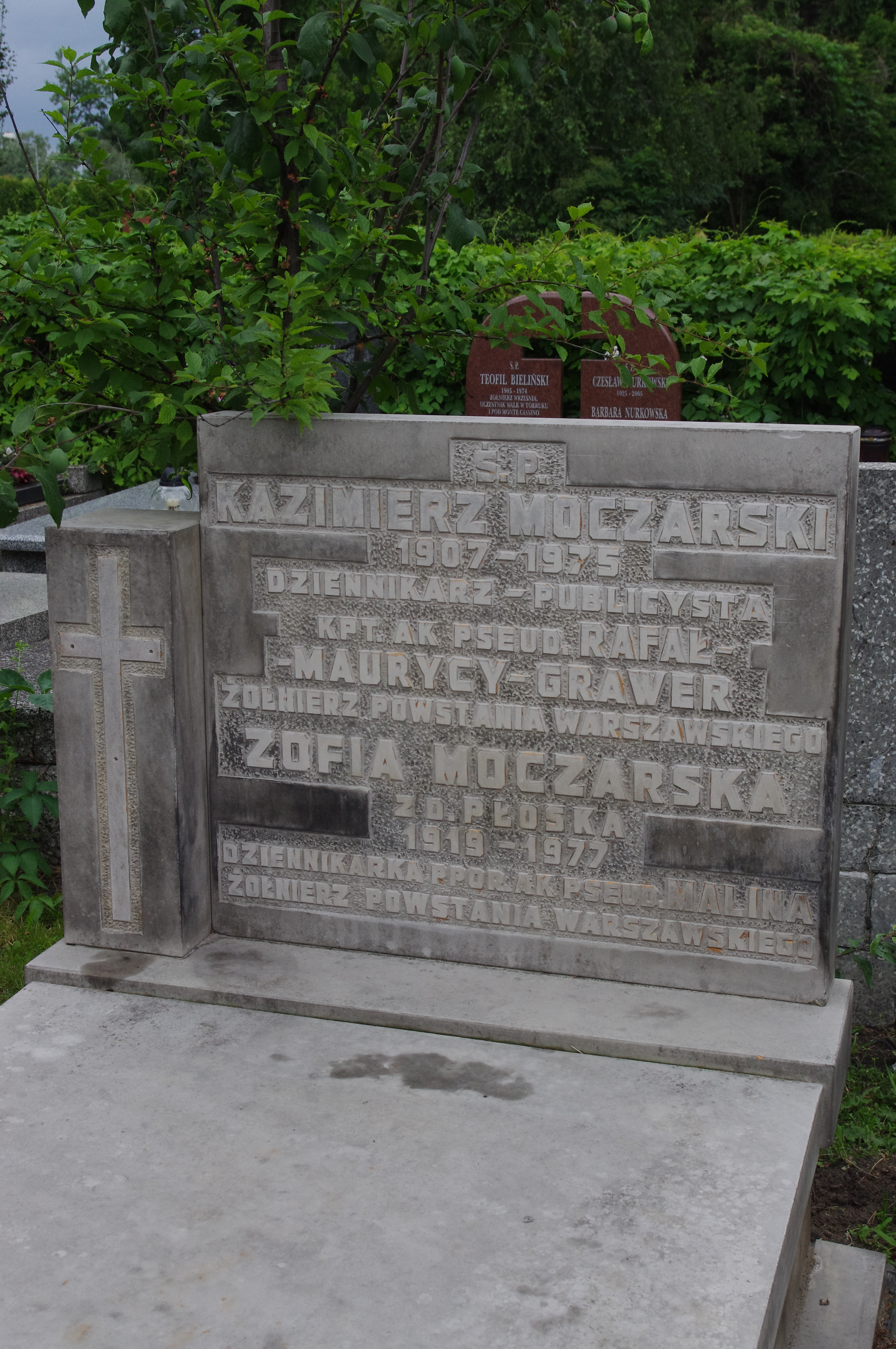
Hrob spisovatele a novináře Kazimierze Moczarského a novinářky Zofie Moczarské na vojenském hřbitově Powązki ve Varšavě

Po svém propuštění pracoval Kazimierz Moczarski jako novinář, například v deníku „Kurier Polski“. Pracoval také ve Výboru pro boj proti alkoholu a byl redaktorem časopisu „Problémy s alkoholismem“.
V roce 1975, vážně nemocný, odešel do důchodu a o pár měsíců později, 27. září, zemřel. Je pohřben na vojenském hřbitově Powązki ve Varšavě (28CII-15-3).

## Rozhovory s katem
2. března 1949 byl Moczarski zavřen do cely ve vězení Mokotow (na předměstí Varšavy) s dvěma muži. Gustav Schielke byl bývalý policista a později nižší důstojník SS. Druhým mužem byl generál SS Jürgen Stroop, likvidátor varšavského ghetta. Moczarski za války plánoval atentát právě na Stroopa.
Po dobu 255 dnů Moczarski sdílel celu s tímto válečným zločincem. Jeho věznitelé si mysleli, že to Moczarského zlomí. Místo toho využil Moczarski tento čas k rozhovoru „s katem“. Oba byli v té době odsouzeni k smrti.Moczarského zkušenosti právníka i novináře mu umožnily důkladně naslouchat Stroopovi a současně mu klást otázky, které ho nutily otevřeně hovořit o faktech i o jeho názorech.
Moczarskému se podařilo zmapovat Stroopův život – jak se tento zdánlivě průměrný německý mladík stal vášnivým nacistou, neochvějným stoupencem Hitlera a Himmlera a velitelem SS v Řecku, na Ukrajině a v Československu. Stěžejní částí knihy je popis nacistické likvidace varšavského ghetta, tzv. „Grossaktion“, za kterou byl Stroop osobně zodpovědný. Nacisté předpokládali, že „Grossaktion“ bude trvat pouze několik dnů, ale houževnatý odpor židovské populace trval téměř měsíc.
Mozcarski si sepsal poznámky ihned po svém propuštění v roce 1956 a později je přetvořil v souvislý text. Ale knihu nebylo možné v komunistickém Polsku dlouho vydat. Moczarski ji publikoval nejdříve po kapitolách ve vratislavském měsíčníku „Odra“ v letech 1972–1974. Jako kniha vyšla v Polsku v roce 1977 až po jeho smrti. V Německu vyšla v roce 1978, ve Francii v roce 1979, posléze v mnoha dalších evropských jazycích, v hebrejštině i japonštině.
Plná necenzurovaná verze se objevila v tisku ovšem až po politických změnách v Polsku roce 1992. V Polsku byla po nějakou dobu na seznamu povinné četby.
V češtině vyšla poprvé v roce 1985 v nakladatelství Mladá Fronta v překladu Pavly a Dušana Provazníkových. Plná necenzurovaná verze až v roce 2007 v brněnském nakladatelství Jota pod názvem „Rozhovory s katem. Deník zpovědí válečného zločince Jürgena Stroopa“.
V roce 1977 vznikla divadelní adaptace v Teatr Powszechny ve Varšavě, jejímž režisérem byl Andrzej Wajda. Následovalo mnoho dalších divadelních i rozhlasových adaptací. V roce 2007 televizní adaptace režírovaná Maciejem Englertem. V zimě 2019–2020 proběhla ve vratislavském Centru historie „Depo“ výstava spojená s novou divadelní adaptací. K výstavě byl vydán i katalog.
V roce 2009 vyšla v polštině kniha o životě Kazimierze Moczarského od Anny Machcewiczvové.

## Rodina
Jeho manželkou byla Zofia Moczarska, rozená Płoska (1919–1977), novinářka, činná v protifašistickém odboji, členka Zemské armády (pseudonym Malina). V letech 1949–1953 byla vězněna komunistických režimem. Byla vyznamenána Křížem statečnosti a Stříbrným křížem za zásluhy s meči.
Korespondence Zofie a Kazimierze z vězení v letech 1946–1956 vyšla pod názvem „Život nás tak hloupě rozděluje“ v roce 2015.
Mají jedinou dceru Elżbietu, narozenou v roce 1958.

## Nadace Kazimierza a Zofie Moczarskich
Nadace Kazimierza a Zofie Moczarskich byla založena v roce 2014 jejich dcerou Elżbietou. Nadace se zaměřuje na vzdělávání v otázkách historie 20. století. Každoročně uděluje cenu Kazimierze Moczarského za nejlepší knihu o moderní (po roce 1918) historii Polska. Jejími laureáty se stal například Timothy Snyder za knihu Krvavé země.
Nadace též organizuje Historické kluby mládeže K. Moczarského. Středoškoláci v mnoha polských městech diskutují o knihách pojednávajících o moderní historii a udělují svoji vlastní každoroční cenu.